# Buslijn 321
Buslijn 321 is een R-netbuslijn van Transdev in de Nederlandse provincie Noord-Holland. De lijn verbindt Eemnes met Laren, Huizen Crailo P+R, Naarden, Muiden P+R, station Amsterdam RAI en station Amsterdam Zuid.

## Geschiedenis

### Lijn 37
De lijn begon in de jaren 1960 bij de toenmalige streekvervoerder NBM als 
als een van de vier versterkingslijnen van lijn 30 tussen het Amsterdamse Busstation van Musschenbroekstraat, spitseindpunt Huizen en Hilversum. 
Na de opheffing van lijn 30 en 32 en verlegging van lijn 36 via Muiderberg ontstond een drietal lijnen 36, 37 en 38 die tussen Amsterdam en Hilversum via verschillende routes door het Gooi reden.
Lijn 37 werd gereden met bussen uit beide eindpunten. NBM fuseerde in 1973 met Maarse & Kroon tot Centraal Nederland

### Lijn 137
In 1980 begon CN met het systematisch omhoognummeren van de lijnnummers om doublures te voorkomen; lijn 37 werd 137. Ook werd er samen met GVB een nieuwe garage in de Bijlmer geopend, maar het busstation in de Van Musschenbroekstraat bleef tot 1982 geopend.
In 1983 kreeg lijn 137 een nieuw eindpunt bij metrostation Kraaiennest waardoor de Bijlmer na inkorting van lijn 139 (en de opvolgende Almerelijn 153) tot Weesp weer een rechtstreekse verbinding met Hilversum had. Lijn 137 stopte echter (nog) niet bij station Gaasperplas.
In 1988 werd lijn 137 doorgetrokken naar station Bijlmer ter vervanging van de ingekorte integratielijn 62 (die vanaf dan uitsluitend door het GVB werd gereden) en vervolgens naar station Holendrecht. 
In 1994 werd CN opgedeeld (feitelijk teruggesplitst) in NZH en Midnet; lijn 137 was voortaan een Midnetlijn en werd gezamenlijk door Hilversum en de voormalige VAD-vestiging Almere gereden.

### Lijn 102/202
In 1999 fuseerden NZH en Midnet met de omringende streekvervoerders tot Connexxion. Lijn 137 reed op enkele ritten weer met bussen uit Amstel III totdat deze garage eind 2004 werd gesloten. Daarna werd de lijn in 2005 tot 102 vernummerd achter de 101 die (gedeeltelijk) in de plaats kwam van lijn 136 en reed voortaan via Daalwijkdreef en Provincialeweg naar Blaricum. Na de vervanging van lijn 101 door R-net 320 werd lijn 102 tot 202 vernummerd en rijdt alleen nog maar in de spitsuren. Sinds 2015 reeds de lijn vanuit Blaricum door naar Laren en Eemnes. Op 12 juli 2021 werd lijn 202 opgeheven en per 22 augustus 2021 vervangen door lijn 221 met een gewijzigde route.

#### Lijn 602
In de ochtendspits reed één rit van Amsterdam als schoolbus naar Naarden en in de middag reden twee ritten als schoolbus van Naarden naar Amsterdam.

#### Lijn 209
Op 10 december 2018 werd lijn 209 ingesteld van Station Bijlmer naar Laren Brink. Het betreft twee ritten na de ochtendspits waarbij gebruik gemaakt werd van de wagens van lijn 202 die anders leeg naar de garage in Hilversum zouden inrukken. In tegenstelling tot lijn 202 werd via Muiden en Muiderberg gereden. Voor de middagspits waren er vijf ritten van Laren Schapendrift naar Station Bijlmer en één rit van Blaricum Ziekenhuis naar Station Bijlmer die daarna op lijn 202 ging rijden. De twee ritten na de ochtendspits kwamen per 3 januari 2021 te vervallen. 

### Lijn 221
Op 23 augustus 2021 werd spitslijn 221 ingesteld ter gedeeltelijk vervanging van lijn 202. De lijn verbond het busstation Huizen met Blaricum, Naarden, Muiden, station Amsterdam RAI en De Boelelaan met het VU-ziekenhuis. 

### Lijn 321
Op 11 december 2022 werd de lijn opgewaardeerd tot R-net lijn 321 en op alle dagen en uren geëxploiteerd. Er werd geen lusroute in één richting meer gereden door Amsterdam Zuid maar er werd naar station Amsterdam Zuid gereden. Voor Amsterdam Zuidoost kon op de halte Diemerknoop worden overgestapt. Na 20:00 uur reed de lijn niet tussen Huizen en Muiden P+R en werden de passagiers verwezen naar lijn 320.  
Vanaf 16 juli 2023 wijzigde de route in Amsterdam Zuid: voortaan werd een volledige lusroute gereden, werd de halte De Boelelaan/VU verplaatst naar de halte van de andere R-netlijnen en werd voortaan, net als voorganger lijn 221, weer langs het VUmc gereden. 
Op 15 december 2024 werd de lijn verlegd van Huizen naar Eemnes en vandaar via Laren en Naarden naar Muiden en Amsterdam Zuid waarbij de frequentie werd gehalveerd en niet meer in de late avond en weekeinde wordt gereden. 

### Lijn 221 II
Op 15 december 2024 werd spitslijn 221 ingesteld van Huizen via de oude route van lijn 321 naar Amsterdam Zuid waarbij op het gezamenlijke traject met lijn 321 om en om wordt gereden.  